# 관광학
관광학(觀光學)은 관광의 기초 및 원인, 수단, 영향 등을 연구하는 학문이다. 대한민국의 한국관광학회에서는 관광학의 하위연구 분야를 관광교육, 개발계획, 관광마케팅, 관광정책, 관광숙박경영, 관광교통, 관광객이용시설 등 9개 분야로 나누어 연구하고 있다.